# Hans Otto Hahn
Hans Otto Hahn (* 18. Februar 1936 in Erbach (Odenwald); † 3. November 2003) war ein deutscher evangelischer Theologe, Vizepräsident des Diakonischen Werkes der EKD und Direktor von Brot für die Welt.

## Leben
Geboren 1936 in Erbach im Odenwald, studierte Hahn Theologie in Marburg und Heidelberg und wurde 1963 zum Pfarrer der Evangelischen Kirche in Hessen und Nassau ordiniert. 1956 trat er der christlichen Studentenverbindung Marburger Wingolf bei. Nach Tätigkeiten im Pfarramt wurde er 1966 zunächst Stipendienreferent in der Hauptgeschäftsstelle des Diakonischen Werkes der Evangelischen Kirche in Deutschland und dann ab 1969 Direktor des Bereichs Ökumenische Diakonie mit dem evangelischen Hilfswerk Brot für die Welt und Vizepräsident des Diakonischen Werkes. Neben der Leitung von „Brot für die Welt“ war der in Stuttgart lebende Hans-Otto Hahn auch verantwortlich für „Kirchen helfen Kirchen“, das Stipendienprogramm, für „Hoffnung für Osteuropa“ und die Diakonie Katastrophenhilfe.
Er wirkte in zahlreichen internationalen und nationalen Gremien mit. Im Lutherischen Weltbund (LWB) leitete er das Department World Service.
Hahn war einer der Gründungsväter von ACT (Action by Churches Together – Kirchen helfen gemeinsam), einem weltweiten ökumenischen Netzwerk von Kirchen und Partnerorganisationen, die ihre Hilfsmaßnahmen für Menschen in Not gemeinsam koordinieren. Der LWB gehört zu den Gründungsmitgliedern von ACT, das im Ökumenischen Zentrum in Genf angesiedelt ist.

## Auszeichnungen
- 1984: Ehrendoktor des lutherischen Thiel College in Greenville, Pennsylvania, USA
- 1988: Verdienstkreuz erster Klasse des Verdienstordens der Bundesrepublik Deutschland
- 1992: Ehrendoktor der Akademie für Theologie in Madras, Indien
- 2000: Großes Bundesverdienstkreuz

## Werke
- Die Welt ist seine Gemeinde. Predigten. ISBN 3-89511-060-4.
- Meine Verantwortung als Theologe in der Welt der Diakonie. In: Verein der Philister des Marburger Wingolf (Hrsg.): 150 Jahre Marburger Wingolf – Rückblick auf die Festtage. Marburg 1997, S. 95–104.